# تریومف دولومایت
تریومف دولومایت (Triumph Dolomite) خودرویی است که در سال‌های ۱۹۷۲–۱۹۸۰/>۲۰۴٬۰۰۳ madeتولید شده‌است.
این خودرو در کلاس سدان اسپورت قرار گرفته، طراحی آن خودروهای موتور جلو-محور عقب بوده‌است.